# وو يانغ
وو يانغ (بالصينية: 武杨) هي لاعبة تنس الطاولة صينية، ولدت في 5 يناير 1992 في الصين.

## وصلات خارجية
- وو يانغ على موقع منظمة تنس الطاولة العالمي (الإنجليزية)
- وو يانغ على موقع اللجنة الأولمبية الصينية (الإنجليزية)